# ホバート (軽巡洋艦)
|          |                                                              |
| 艦歴     |                                                              |
| 発注     |                                                              |
| 起工     | 1933年8月15日                                                |
| 進水     | 1934年10月9日                                                |
| 就役     | 1936年1月13日                                                |
| 退役     |                                                              |
| その後   | 1962年2月22日に売却                                          |
| 除籍     | 1962年2月22日                                                |
| 性能諸元 |                                                              |
| 排水量   | 7,105トン                                                    |
| 全長     | 562 ft 3 in                                                  |
| 全幅     | 56 ft 8 in                                                   |
| 吃水     | 15 ft 8 in                                                   |
| 機関     | パーソンズ式タービン 4缶4軸推進 72,000 hp                    |
| 最大速   | 32.5ノット                                                   |
| 乗員     | 570名                                                        |
| 兵装     | 6インチ砲8門 4インチ砲8門 3ポンド砲4門 21インチ魚雷発射管8門 |
| 艦載機   | スーパーマリン ウォーラス1機                                 |
| モットー | Sic Fortis Hobartia Crevit                                   |

ホバート (HMAS Hobart) は、オーストラリア海軍の軽巡洋艦。パース級軽巡洋艦 (Perth class light cruser) の1隻で、イギリス海軍所属のアポロ (HMS Apollo) として建造された。

## 艦歴

### 第二次世界大戦以前

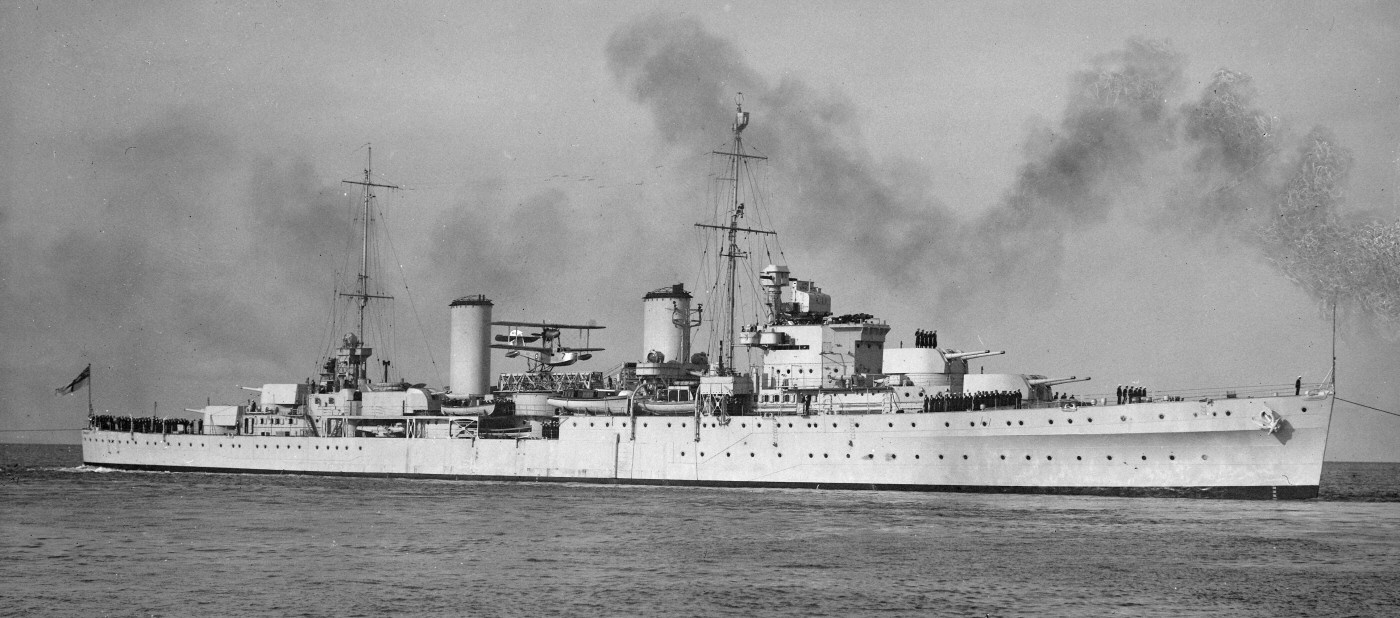

海軍休日時代にイギリス海軍が建造したリアンダー級軽巡洋艦 (Leander class Light Cruisers) は、本艦を含む数隻がイギリス連邦の諸国に貸与されている。
二等巡洋艦アポロ (HMS Apollo) はデヴォンポート工廠で1933年（昭和8年）8月15日に起工し、1934年（昭和9年）10月9日に進水、1936年（昭和11年）1月13日に就役した。北米および西印度艦隊 (America and West Indies Station) の第8巡洋艦戦隊 (8th Cruiser Squadron) に編入され、軽巡オライオン (HMS Orion, 85) などと行動を共にした。
1938年（昭和13年）9月28日にオーストラリア海軍に引き渡されホバート (HMAS Hobart) となる。

### 第二次世界大戦
第二次世界大戦が始まり1939年（昭和14年）9月3日にオーストラリアとナチス・ドイツが戦争状態になったとき、ホバートはバス海峡の哨戒中であった。ホバートはメルボルン港へ戻り、それからシドニーへ移動した。
10月13日（または14日）にシドニーから出港し、10月26日にシンガポールに到着。10月28日に出港し、イギリス海軍の軽巡洋艦バーミンガム (HMS Birmingham, C19) とともにスマトラ島西岸沖やスンダ海峡を哨戒し、11月5日にシンガポールに戻った 。これ以降、ホバートはインド洋で主に船団護衛に従事した。
1940年（昭和15年）6月10日、アデンでイタリア王国の参戦を迎えた。
同年8月にはベルベラからの撤退を支援した。同年12月にオーストラリアに戻り、1941年（昭和16年）6月までオーストラリア周辺で活動した。8月に地中海へ移動したが、日本の参戦後により太平洋戦争が始まると、東南アジアに戻った。

### 太平洋戦争緒戦
太平洋戦争開戦直後のマレー沖海戦で主力艦2隻を喪失してトーマス・フィリップス司令長官が戦死したイギリス東洋艦隊は、ジェフリー・レイトン提督の指揮下で態勢を立て直そうとする。しかしマレー半島を南下する日本軍の進撃を食い止めることができなかった。1942年（昭和17年）1月になると、東洋艦隊はシンガポールからジャワ島バタヴィア（ジャカルタ）へ拠点を移し、巡洋艦部隊（ダニー、ダーバン、ドラゴン、エメラルド、エクセター）もバタビアに移動した。2月2日、ホバートもイギリス軍駆逐艦テネドス (HMS Tenedos) と共にシンガポールを出発、バタヴィアにむかった。途中、沈没した商船の遭難者を救助する。シンガポールの陥落が避けられなくなり、連合国がオランダ領東インドを防衛する見込みはなくなった。だがオランダ軍は諦めていなかった。2月中旬、日本軍は南方作戦にともなう蘭印作戦を実施してジャワ島に迫りつつあった。
2月13日、ジャワ島のバタビアにカレル・ドールマン少将が率いるABDA艦隊が集結する。その兵力は、オランダ海軍の軽巡洋艦3隻（デ・ロイテル、ジャワ、トロンプ）、英重巡洋艦エクセター (HMS Exeter, 68) 、豪軽巡洋艦ホバート、米駆逐艦6隻（ブルマ―、バーカー、ホイップル、アルデン、エドワーズ、エドサル）、蘭駆逐艦4隻（バンケルト、ファンゲント、コルテノール、ヴァンネス）であった。
2月14日早朝、ABDA艦隊はバンカ島にむけてバタビアを出撃したが、途中で駆逐艦ファンゲントが座礁沈没、乗組員収容のため駆逐艦バンケルト (Hr.Ms. Banckert) が残留した。
翌15日午前9時以降、ガスパル海峡を通過中のABDA艦隊を日本軍偵察機が発見して「戦艦1隻、巡洋艦3隻、駆逐艦5隻の連合軍艦隊がガスパル海峡北上中」と報告した。
この方面で蘭印作戦を実施していた馬来部隊指揮官小沢治三郎海軍中将（第一南遣艦隊司令長官）は「一、基地航空部隊は全力を挙げてこの敵を攻撃せよ／二、輸送船は北方に避退せよ／三、主力部隊は基地航空部隊の攻撃に策応し敵を撃滅する」との方針を示した。そこでボルネオ島クチンやマレー半島クアンタンに展開していた日本海軍基地航空部隊と、四航戦の軽空母龍驤艦上機が、ABDA艦隊に空襲を敢行することになった。
日本側の九七式艦上攻撃機や陸上攻撃機は諸事情により魚雷を搭載せず、爆弾のみを装備して出撃した。航空戦により、ABDA艦隊の2隻が損害を受ける。ホバートも若干の損傷をうけた。日本側の記録によれば、日本時間13時25分に第三航空部隊（龍驤）第一次攻撃隊（九七艦攻7機）がエクゼター型巡洋艦1隻を爆撃して炎上させ撃沈または大破と報じ、19時00分に龍驤第四次攻撃隊がレアンダー型軽巡洋艦1隻を爆撃して艦尾に数発の至近弾を得たと報告している。
ABDA艦隊は決定的被害を免れたものの、日本軍輸送船団撃滅をあきらめて反転し、ジャワ島にもどった。日本側でも、戦況を分析していた永野修身軍令部総長が「基地航空部隊の爆弾はどうして当らないのか」と落胆したという。
同15日、イギリスの極東における最大拠点シンガポールは陥落した。
ABDA艦隊は各地に分散して帰投し、ホバートはバリ島沖海戦に参加していない。日本軍の基地航空隊はバタビアにも空襲をおこない、この空襲でホバートは損傷した。このためスラバヤ沖海戦やバタビア沖海戦に参加せず、結果として脱出に成功した。
姉妹艦パース (HMAS Perth, D29) が日本軍ジャワ島東部侵攻部隊迎撃のためドールマン少将（旗艦デ・ロイテル）指揮下のADBA艦隊に参加してスラバヤを出撃したあと、コリンズ提督は日本軍ジャワ島西部侵攻部隊迎撃のため巡洋艦3隻（ホバート、ドラゴン、ダニー）と駆逐艦2隻（スカウト、テネドス）を出撃させた。連合軍艦隊の任務は「24時間のあいだ日本軍輸送船団を捜索し、その後はスンダ海峡を通過してインド洋に向かう」ことであった。日本軍偵察機（重巡熊野水上偵察機）は連合軍艦艇5隻（巡洋艦3、駆逐艦2）を「戦艦3隻、巡洋艦2隻」と報告したので、仰天した日本軍西部侵攻部隊は北方に退却する。この時、第五水雷戦隊（司令官原顕三郎少将、軽巡名取、由良、旧式駆逐艦部隊）と第七戦隊（栗田少将の最上型重巡洋艦4隻）の間で今後の方針を巡ってやりとりがあり、最終的に決戦を避けて北上退避している。
ホバート部隊は日本艦隊を捜索したが発見できず、スンダ海峡を通過してインド洋に脱出した。スラバヤ沖海戦で生き残った巡洋艦2隻（パース、ヒューストン）はバタビアのタンジョンプリク港に入港したあとホバート部隊同様にジャワ島北岸を西進してスンダ海峡の通過を試みたが、バンタム湾で揚陸作戦中の西部侵攻部隊（第16軍主力）と遭遇する。日本軍側は陸軍特殊船神州丸（司令官今村均陸軍中将の旗艦）などを誤射で撃沈してしまったが、引き換えに、連合軍艦艇3隻（パース、ヒューストン、エファーツェン）は全滅した。

### 珊瑚海海戦
1942年（昭和17年）4月22日、ANZAC戦隊は第44任務部隊 (Task Force 44) に改変され、オーストラリア海軍のジョン・グレゴリー・クレース少将が司令官となる。オーストラリア海軍の巡洋艦3隻（オーストラリア、キャンベラ、ホバート）は全面的にアメリカ海軍の指揮下に入れられた。
5月6日、フランク・J・フレッチャー少将は、自身の旗艦ヨークタウン (USS Yorktown, CV-5) と護衛艦艇、フィッチ少将の旗艦レキシントン (USS Lexington, CV-2) と護衛艦艇、第44任務部隊合わせて、第17任務部隊を編成していた（両軍の戦闘序列）。
翌7日、フレッチャー提督は第17任務部隊第3群（クレース少将：重巡オーストラリア、重巡シカゴ、軽巡洋艦ホバート、駆逐艦パーキンス、駆逐艦ウォーク、駆逐艦ファラガット）を編成した。
そしてクレース隊を日本軍輸送船団撃滅のため先行させたため、空母ヨークタウンとレキシントンの護衛艦艇はさらに減ってしまった。

空母2隻と分離したクレース隊は、北西方向にむけ前進を開始した。もしクレース隊が順当に進撃していたら、日本軍輸送船団を護衛する祥鳳以下のＭＯ攻略部隊主隊と衝突したはずである。だが午前6時40分にクレース隊は日本軍水上偵察機に触接された。
日本時間午前7時25分、ニューブリテン島ラバウルを発進した陸攻（偵察）は「戦艦2隻、重巡2隻、駆逐艦2隻」計6隻の連合軍艦隊を発見した。他にも重巡衣笠偵察機が空母1隻と戦艦1隻をふくむ連合軍機動部隊を発見した。基地航空部隊の零式艦上戦闘機と陸上攻撃機が、連合軍艦隊攻撃にむかう。
ラバウル航空隊は、ルイジアード諸島ロッセル島西方で、正午ごろよりクレース部隊に対する攻撃を開始する。
一式陸攻の雷撃と九六陸攻の水平爆撃により、カルフォルニア型戦艦1隻と重巡洋艦オーガスタ (USS Augusta, CA-31) および駆逐艦1隻を撃沈 、ウォースパイト型戦艦を大破させたと報告している。陸攻部隊の被害は大きかった。
大本営は、カルフォルニア型戦艦撃沈とウォースパイト型戦艦撃破を大々的に宣伝した。
さらにポートランド級重巡洋艦1隻を撃沈したことになった。
もちろんクレース隊に米戦艦カリフォルニア (USS California, BB-44) や英戦艦ウォースパイト (HMS Warspite) は含まれていない。日本側の過大戦果報告と裏腹にクレース隊に目立った被害はなかった。第17任務部隊の空襲で軽空母祥鳳をうしなった日本軍攻略部隊が反転したので、クレース部隊はしばらく索敵行動をとったあと、南下してオーストラリアにむかった。

### ガダルカナル島の戦い
日本軍の攻勢がミッドウェー海戦で頓挫したあと、オーストラリア海軍の主力艦3隻（オーストラリア、キャンベラ、ホバート）はウォッチタワー作戦に従事した（海軍部隊、戦闘序列）。英国海軍豪州艦隊司令長官ビクター・クラッチレー少将は重巡オーストラリア (HMAS Australia, D84) に将旗を掲げていた。
7月下旬にフィジー諸島での予行演習を実施したあと、連合軍上陸部隊は1942年（昭和17年）8月7日にフロリダ諸島ツラギ島とガダルカナル島に上陸作戦を敢行した（フロリダ諸島の戦い）。これに対しラバウルを発進した日本海軍の一式陸上攻撃機と九九式艦上爆撃機が、揚陸作業中の連合軍輸送船団に空襲をおこなう。

輸送船団と護衛艦艇は自分達の対空砲火と、フレッチャー提督の空母機動部隊から飛来したF4F ワイルドキャットで応戦した。駆逐艦マグフォード (USS Mugford，DD-389) が小破した。
護衛艦隊司令官のクラッチレー提督は夜間警戒のため、指揮下艦艇をいくつかのグループにわけてルンガ泊地に配置した。隷下のノーマン・スコット少将は最新鋭のSGレーダーを装備したアトランタ級軽巡洋艦サンフアン (USS San Juan, CL-54) に将旗を掲げ、東方部隊（軽巡サンフアン、軽巡ホバート、駆逐艦モンセン、駆逐艦ブキャナン）として、フロリダ諸島とガダルカナル島間のシーラーク水道東側を警戒した。日本軍の水上部隊は出現せず、何事もなく夜が明けた。
8月8日、連合軍上陸部隊は再びラバウル航空隊の空襲を受けた。連合軍各艦は猛烈な対空砲火を浴びせ、日本軍攻撃機は大損害をうける。連日の空戦で連合軍側もある程度の航空機を失い、フレッチャー提督の第61任務部隊は掩護を打ち切って撤退を開始する。
日没後から9日にかけて、東方部隊4隻（サンフアン、ホバート、モンセン、ブキャナン）は輸送エリア東入口を哨戒中であった。クラッチレー提督はターナー提督と協議するため旗艦オーストラリア (HMAS Australia, D84) に乗艦したまま配置を離れ、輸送船団の方にいた。
この夜、第八艦隊司令長官三川軍一中将が率いる外南洋部隊（通称“三川艦隊”）がサボ島南を通過して鉄底海峡に突入し、夜戦で連合軍の南方部隊と北方部隊に大打撃を与えた。
東方部隊（サンフアン、ホバート、モンセン、ブキャナン）は自分達の鼻先を三川艦隊が通過していったのに、何の行動も起こさなかった。上級部隊から命令はこなかったし、スコット少将も状況を尋ねなかった。
日中になると、日本海軍航空隊は駆逐艦ジャービスに集中攻撃を加えて撃沈したので、連合軍輸送船団は無傷で済んだ。連合軍輸送船団は物資の大半を揚陸しないまま撤退を開始する。ヴァンデグリフト将軍が指揮するアメリカ海兵隊はガ島とフロリダ諸島に取り残され、弾薬と食糧の不足に苦しめられた。8月13日、連合軍輸送船団はニューカレドニアのヌメアに到着した。
このあと、第44任務部隊は珊瑚海のパトロール任務に従事した。

### 1943年以降

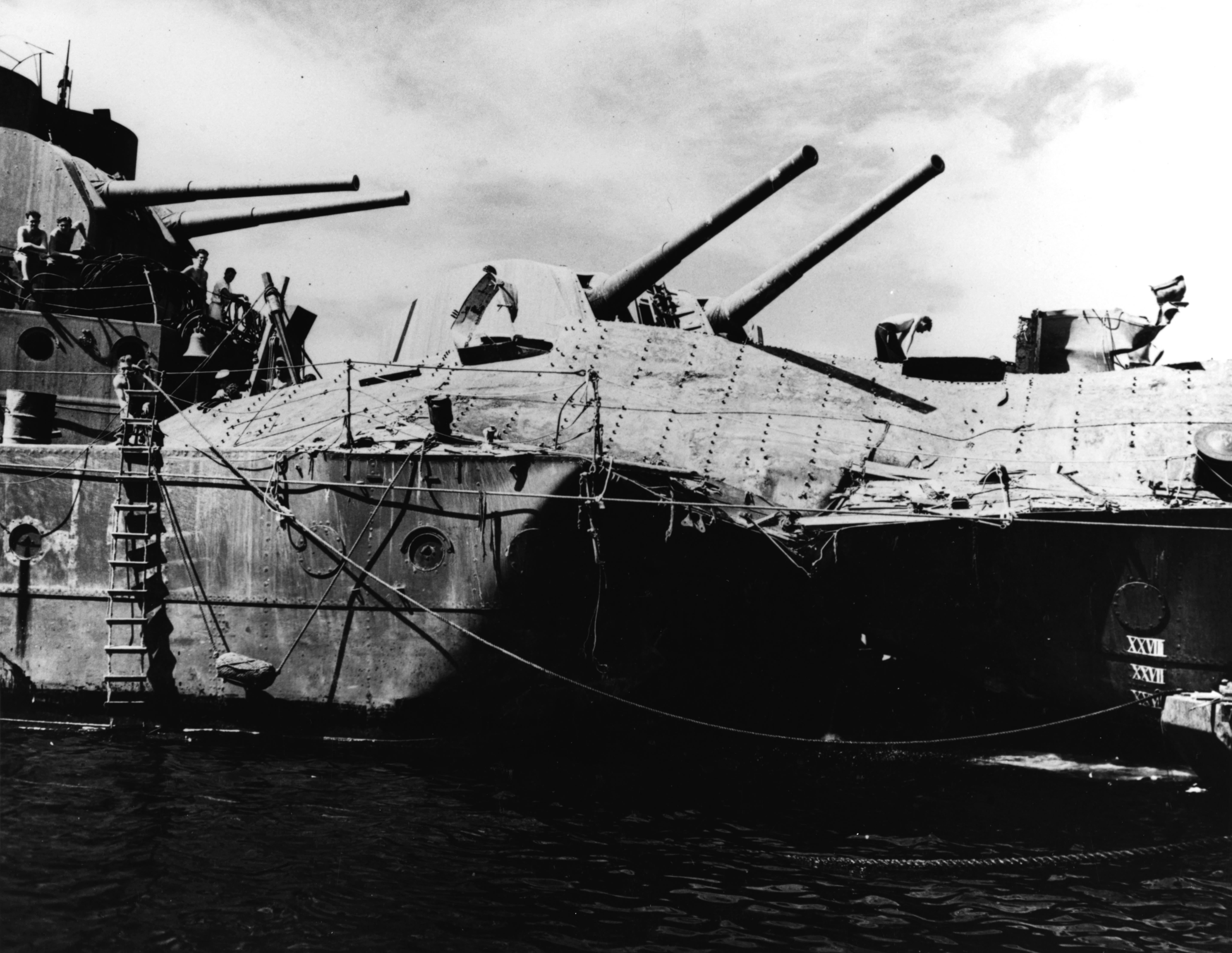
エスピリトゥサント島にて応急修理を受けるホバート。魚雷による衝撃で後部甲板が捲れ上がっている。1943年7月23日

1943年（昭和18年）1月下旬、北アフリカ戦線で活躍したオーストラリア陸軍の第9師団 (9th Division) をオーストラリア本土に帰還させ、太平洋戦線に配置転換するためのパンフレット作戦が実施され、2月下旬に完了した。本艦を含む第44任務部隊はイギリス東洋艦隊 (Eastern Fleet) や連合国軍各部隊・各艦艇と協力し、輸送船団を護衛した。
3月15日、南西太平洋方面軍 (South West Pacific Area) の隷下に第7艦隊 (United States Seventh Fleet) が編成され、司令長官にアーサー・S・カーペンダー中将が任命された。この再編により第44任務部隊は第74任務部隊 (Task Force 74) と改称し、本艦と重巡オーストラリア (HMAS Australia, D84) が基幹戦力となった。
6月下旬、連合軍はキリウィナ島とウッドラーク島に対する上陸作戦を行うことになり、クロニクル作戦 (Operation Chronicle) と呼称した。第74任務部隊も同作戦に投入された。この頃、連合軍はカートホイール作戦によりニュージョージア諸島のレンドバ島に上陸を開始、ニュージョージア島の戦いが始まった。パプアニューギニアでも攻勢に転じ、サラマウア南方のナッソー湾に上陸作戦を敢行する（東部ニューギニアの戦い）。7月中旬以降、日本軍潜水艦5隻（伊11、伊17、伊19、伊25、伊26）はソロモン諸島や珊瑚海方面の偵察を実施した。
7月20日夕刻、エスピリトゥサント島の280度200浬付近で、伊11がホバートを捕捉した。伊11は目標をサンフランシスコ型重巡洋艦と判断し、魚雷3本命中を記録した。第74任務部隊として行動中のホバートは、左舷後部に命中した魚雷によって大きな損害を受けた。エスピリトゥサント島で応急修理を実施したあと、オーストラリア本土に後退する。シドニー湾のコッカトゥー島にある造船所で本格的修理をおこなう。その修理には1945年（昭和20年）初めまで要した。修理完了後、東南アジアなどで上陸作戦支援などに従事した。

### 第二次世界大戦後
1945年（昭和20年）8月15日、日本はポツダム宣言を受諾して玉音放送をおこなう。日本の降伏にともない、ホバートは東京湾に進出した。9月2日、降伏文書調印式に参加した。
1962年2月22日、解体のためMitsui & Co (Aust) Pty Ltdに売却。同年3月3日に曳航されてシドニーを離れ、4月2日に大阪府堺市のMiyachi Shipyardに到着した。